# Spadochronowe Mistrzostwa Śląska 2005
Spadochronowe Mistrzostwa Śląska 2005 – odbyły się 28–29 maja 2005. W sobotę, 28 maja skoki odbywały się nad Knurowem, a lądowanie na jednym z boisk piłkarskich o Puchar Prezydenta Miasta Knurowa. Natomiast 29 maja odbywały się na lotnisku Gliwice. Gospodarzem Mistrzostw był Aeroklub Gliwicki, a organizatorem Sekcja Spadochronowa Aeroklubu Gliwickiego. Patronat nad Mistrzostwami sprawował VII Oddział Związku Polskich Spadochroniarzy w Katowicach. Do dyspozycji skoczków był samolot An-2P SP-AOI. Spadochronowym Mistrzom Śląska 2005 nagrody wręczał i składał gratulacje Krzysztof Piekarczyk Dyrektor Aeroklubu Gliwickiego i Marian Brytan Prezes VII Oddziału ZPS w Katowicach.

## Rozegrane kategorie
Mistrzostwa rozegrano w pięciu kategoriach spadochronowych:
- Indywidualnie spadochronów klasycznych celności lądowania – Knurów, 4 skoki (Skoki wykonywano z wysokości 1000 m i opóźnieniem 0–5 sekund)
- Drużynowo spadochronów klasycznych celności lądowania – Knurów
- Indywidualnie spadochronów klasycznych celności lądowania – Gliwice, 4 skoki
- Drużynowo spadochronów klasycznych celności lądowania – Gliwice
- Indywidualnie SWOOP, 4 skoki (Skoczek musiał przeciąć światło bramki na wysokości mniejszej niż 2 m i osiągnąć przy tym maksymalną odległość).

## Kierownictwo Mistrzostw
- Sędzia Główny: Ryszard Koczorowski
- Kierownik Sportowy: Jan Isielenis.

Źródło: 

## Medaliści
Medalistów Spadochronowych Mistrzostw Śląska 2005 podano za: Jan Isielenis, Archiwum Sekcji Spadochronowej Aeroklubu Gliwickiego, 2005. Brak numerów stron w książce
| Konkurencja                                           | Złoto               | Srebro                | Brąz                                 |
| Indywidualnie spadochrony klasyczne celność - Knurów  | Bartłomiej Gąsiorek | Stanisław Brewczyński | Andrzej Nalepa                       |
| Drużynowo spadochronów klasycznych celność – Knurów   | Aeroklub Kielecki 1 | Auto–Gaz Wrocław      | Aeroklub Kielecki 2 Auto–Gaz Wrocław |
| Indywidualnie spadochrony klasyczne celność - Gliwice | Roman Kulis         | Andrzej Nalepa        | Stanisław Brewczyński                |
| Drużynowo spadochronów klasycznych celność - Gliwice  | Auto–Gaz Wrocław    | Aeroklub Kielecki 1   | Aeroklub Kielecki 2                  |
| Indywidualnie SWOOP                                   | Rafał Skóra         | Bartosz Mencel        | Donat Dubiel                         |

## Wyniki
Wyniki Spadochronowych Mistrzostw Śląska 2005 podano za: Jan Isielenis, Archiwum Sekcji Spadochronowej Aeroklubu Gliwickiego, 2005. Brak numerów stron w książce
W Mistrzostwach rywalizowali skoczkowie z 5 aeroklubów i jednostki wojskowej  Polska.

### Pierwszy dzień Mistrzostw - Knurów
- Klasyfikacja indywidualna (celność lądowania – spadochrony klasyczne) – Knurów[b][c][d]

| Miejsce | Imię i nazwisko       | Nota łączna | Drużyna           |
| 1.      | Bartłomiej Gąsiorek   | 0,10 m      | Aeroklub Kielecki |
| 2.      | Stanisław Brewczyński | 0,17 m      | Aeroklub Kielecki |
| 3.      | Andrzej Nalepa        | 0,24 m      | Auto–Gaz Wrocław  |
| 4.      | Jarosław Zgierski     | 0,27 m      | Aeroklub Kielecki |
| 5.      | Roman Kulis           | 0,34 m      | Aeroklub Kielecki |
| 6.      | Jacek Brzeziński      | 1,12 m      | Auto–Gaz Wrocław  |
| 7.      | Janusz Łykowski       | 2,18 m      | Auto–Gaz Wrocław  |
| 8.      | Zbigniew Matczuk      | 2,95 m      | Auto–Gaz Wrocław  |
| 9.      | Danuta Polewska       | 3,15 m      | Aeroklub Gliwicki |
| 10.     | Piotr Budzyna         | 4,00 m      | Aeroklub Gliwicki |
| 11.     | Marcin Stencel        | 4,00 m      | Aeroklub Gliwicki |

- Klasyfikacja drużynowa (celność lądowania – spadochrony klasyczne) – Knurów

| Miejsce | Drużyna                              | Zawodnicy             | I skok | II skok | III skok | IV skok | Wynik  | Wynik drużyny |
| ------- | ------------------------------------ | --------------------- | ------ | ------- | -------- | ------- | ------ | ------------- |
| 1.      | Aeroklub Kielecki                    | Roman Kulis           | 0,08 m | 0,03 m  | 0,12 m   | 0,11 m  | 0,34 m | 0,71 m        |
| 1.      | Aeroklub Kielecki                    | Bartłomiej Gąsiorek   | 0,05 m | 0,04 m  | 0,01 m   | 0,00 m  | 0,10 m | 0,71 m        |
| 1.      | Aeroklub Kielecki                    | Jarosław Zgierski     | 0,00 m | 0,02 m  | 0,01 m   | 0,24 m  | 0,27 m | 0,71 m        |
| 2.      | Auto–Gaz Wrocław                     | Jacek Brzeziński      | 0,03 m | 0,03 m  | 0,06 m   | 1,00 m  | 1,12 m | 4,31 m        |
| 2.      | Auto–Gaz Wrocław                     | Zbigniew Matczuk      | 1,00 m | 0,86 m  | 1,00 m   | 0,09 m  | 2,95 m | 4,31 m        |
| 2.      | Auto–Gaz Wrocław                     | Andrzej Nalepa        | 0,12 m | 0,04 m  | 1,03 m   | 0,05 m  | 0,24 m | 4,31 m        |
| 3.      | Aeroklub Kielecki 2 Auto–Gaz Wrocław | Stanisław Brewczyński | 0,07 m | 0,03 m  | 1,02 m   | 0,05 m  | 0,17 m | 6,35 m        |
| 3.      | Aeroklub Kielecki 2 Auto–Gaz Wrocław | Janusz Łykowski       | 1,00 m | 1,00 m  | 0,04 m   | 0,14 m  | 2,18 m | 6,35 m        |
| 4.      | Aeroklub Gliwicki                    | Danuta Polewska       | 0,15 m | 1,00 m  | 1,00 m   | 1,00 m  | 3,15 m | 11,15 m       |
| 4.      | Aeroklub Gliwicki                    | Piotr Budzyna         | 1,00 m | 1,00 m  | 1,00 m   | 1,00 m  | 4,00 m | 11,15 m       |
| 4.      | Aeroklub Gliwicki                    | Marcin Stencel        | 1,00 m | 1,00 m  | 1,00 m   | 1,00 m  | 4,00 m | 11,15 m       |

Drugi dzień Mistrzostw - Gliwice, lotnisko

### Klasyfikacja indywidualna SWOOP (celność, dystans – spadochronyszybkie) Hit& – Gliwice

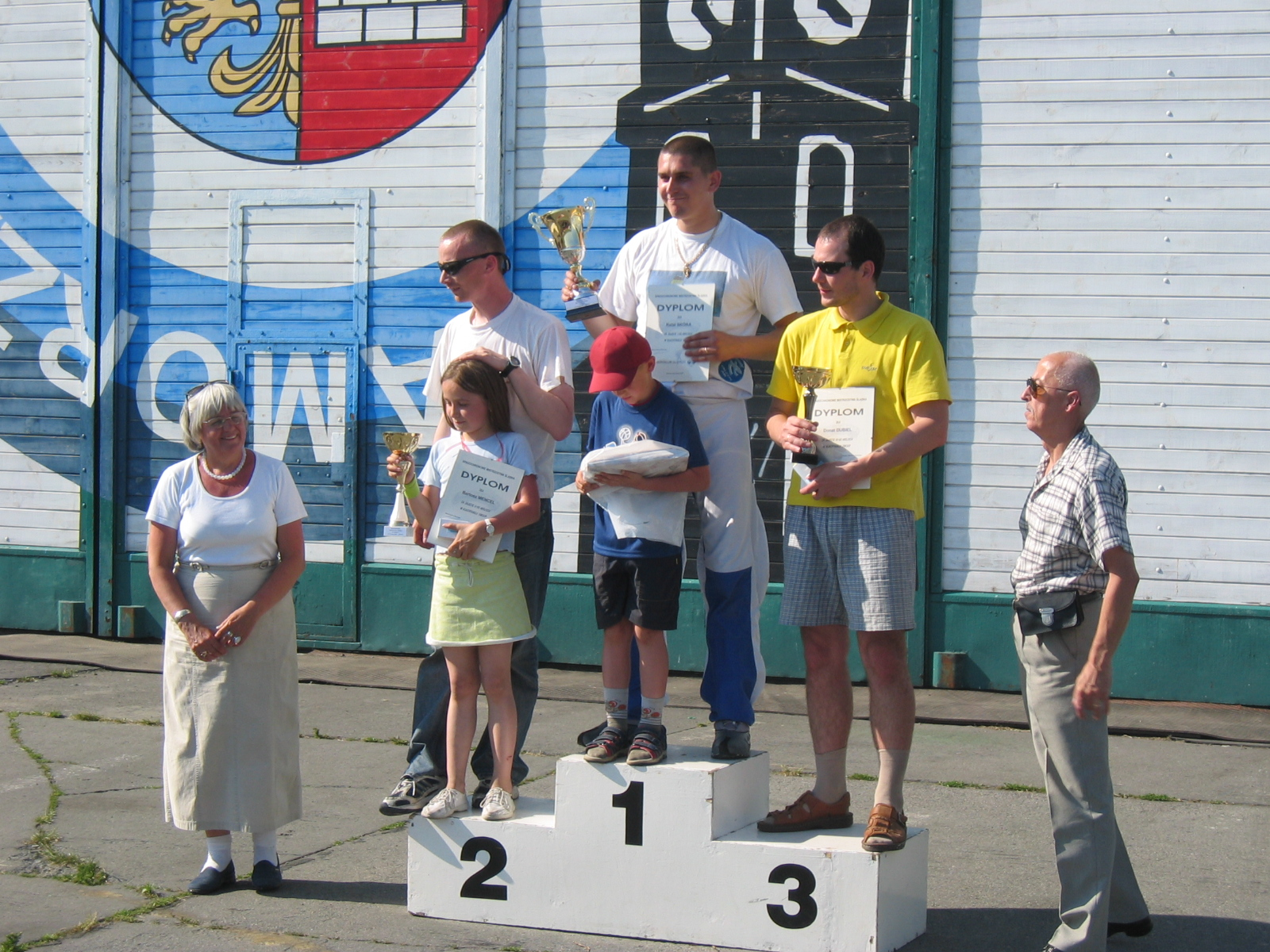
Zwycięzcy konkurencji SWOOP – Spadochronowe Mistrzostwa Śląska 2005

| Miejsce | Imię i nazwisko  | Nota łączna | Drużyna              |
| 1.      | Rafał Skóra      | 49,50 m     | Aeroklub Nowy Targ   |
| 2.      | Bartosz Mencel   | 44,00 m     | Tomaszów Mazowiecki  |
| 3.      | Donat Dubiel     | 36,50 m     | Aeroklub Gliwicki    |
| 4.      | Andrzej Manowski | 4,80 m      | Aeroklub Białostocki |

### Klasyfikacja indywidualna (celność lądowania – spadochronyklasyczne) – Gliwice
| Miejsce | Imię i nazwisko       | Nota łączna | Drużyna           |
| 1.      | Roman Kulis           | 0,16 m      | Aeroklub Kielecki |
| 2.      | Andrzej Nalepa        | 0,20 m      | Auto–Gaz Wrocław  |
| 3.      | Stanisław Brewczyński | 0,25 m      | Aeroklub Kielecki |
| 4.      | Zbigniew Matczuk      | 0,87 m      | Auto–Gaz Wrocław  |
| 5.      | Jacek Brzeziński      | 1,11 m      | Auto–Gaz Wrocław  |
| 6.      | Jarosław Zgierski     | 1,33 m      | Aeroklub Kielecki |
| 7.      | Danuta Polewska       | 2,02 m      | Aeroklub Gliwicki |
| 8.      | Janusz Łykowski       | 2,37 m      | Aeroklub Kielecki |
| 9.      | Jan Isielenis         | 2,55 m      | Aeroklub Kielecki |
| 10.     | Bartłomiej Gąsiorek   | 3,02 m      | Aeroklub Kielecki |
| 11.     | Marcin Stencel        | 3,14 m      | Aeroklub Gliwicki |
| 12.     | Piotr Budzyna         | 4,00 m      | Aeroklub Gliwicki |

### Klasyfikacja drużynowa (celność lądowania – spadochronyklasyczne) – Gliwice
| Miejsce | Drużyna            | Zawodnicy             | Wynik drużyny |
| ------- | ------------------ | --------------------- | ------------- |
| 1.      | Auto–Gaz Wrocław   | Andrzej Nalepa        | 2,18 m        |
| 1.      | Auto–Gaz Wrocław   | Zbigniew Matczuk      | 2,18 m        |
| 1.      | Auto–Gaz Wrocław   | Jacek Brzeziński      | 2,18 m        |
| 2.      | Aeroklub Kielecki  | Roman Kulis           | 4,51 m        |
| 2.      | Aeroklub Kielecki  | Bartłomiej Gąsiorek   | 4,51 m        |
| 2.      | Aeroklub Kielecki  | Jarosław Zgierski     | 4,51 m        |
| 3.      | Aeroklub Kielcki 2 | Stanisław Brewczyński | 5,17 m        |
| 3.      | Aeroklub Kielcki 2 | Janusz Łykowski       | 5,17 m        |
| 3.      | Aeroklub Kielcki 2 | Jan Isielenis         | 5,17 m        |
| 4.      | Aeroklub Gliwicki  | Danuta Polewska       | 9,16 m        |
| 4.      | Aeroklub Gliwicki  | Marcin Stencel        | 9,16 m        |
| 4.      | Aeroklub Gliwicki  | Piotr Budzyna         | 9,16 m        |